# Йоахім Мюрат
Йоахі́м Мюра́т (фр. Joachim Murat, вимова МФА: [ʒoaʃɛ̃ myʁa]; з окситанської згідно з Міжнародним фонетичним алфавітом його ім'я вимовляється jo.a.ʃɛ̃ — Жоаше; 25 березня 1767 — 13 жовтня 1815) — французький воєначальник часів Наполеона, маршал Франції, адмірал Франції, великий герцог Берзький, Клевський та Жуаєзький (1806—1808), король Неаполя у 1808—1815 роках. Шурин Наполеона І.

## Життєпис

### Молодість
Йоахім Мюрат народився у селі Бастід-Фронтоньєр (Лангедок) у родині шинкаря П'єра Мюрата-Жорді (1721—1799) та його дружини Жанни Луб'єр (1722—1806). З дитинства він мав потяг до військової служби, деякий час знаходився у гвардії короля Франції Людовика XVI. Після цього навчався в училищі м. Кагор та у Тулузі. Батько Мюрата бажав, щоб той став священником, але молодий Йоахім разом із другом Бессьєром у 1791 році поступив до Національної гвардії. Вже через декілька місяців він став поручиком.

### Військова кар'єра
Стрімка кар'єра розпочалася у 1795 році. Під час повстання роялістів 13 вандем'єра (3-4 жовтня) він надав важливу допомогу Наполеону Бонапарту, доставивши у потрібний момент до центру Парижа гармати. Після цього Мюрат став капітаном та ад'ютантом Бонапарта. У 1796 році Йоахім Мюрат узяв участь в Італійському поході французької армії, став полковником. Після того як за дорученням Бонапарта Мюрат привіз у Францію захоплені у ворога прапори, він став бригадним генералом. Після цього Йоахім Мюрат повернувся в Італійську армію, де взяв участь у битвах при Риволі та Фаворіте. У 1798 році Мюрат разом з Бонапартом узяв участь у Єгипетському поході, очолив французьку кінноту. Нею командував під час Битви біля пірамід. Особливо Мюрат відзначився при штурмі османської фортеці Сен-Жан-Д'акр.
Разом з Бонапартом Мюрат повернувся до Франції та взяв участь у розробці плану захоплення влади Наполеоном. Коли 18 брюмера (9 листопада) 1799 року законодавчі органи Франції відмовилися передати владу Бонапарту, а Наполеон вважав, що все втрачено, Мюрат привіз артилерію та наказав солдатам розігнати депутатів. Після цього Бонапарт став Першим консулом, а Мюрат — військовим губернатором Парижа з правом головнокомандувача. Водночас він одружився із сестрою Наполеона — Кароліною (20 січня 1800 року). З 18 травня 1804 року Мюрат став маршалом Франції. У цьому ж році взяв участь у битві при Маренго, де дії саме його кінноти здебільшого допомогли Бонапарту здобути перемогу. Наполеон призначив Мюрата генерал-адміралом флоту.
Під час війни з Третьою коаліцією у 1805 році Мюрат брав активну участь у битвах при Ульмі, Аустерліці. Під час останньої битви Мюрат разом з маршалами Ланном та Бессьєром знищив найкращий російський полк кавалергардів. У 1806 році Мюрат став герцогом Берзьким, Клевським і Жуаєзьким. Тут він провів ліберальні реформи, ліквідував старі порядки, скасував соляну та тютюнову монополії, внутрішні митниці.
У 1806 році Мюрат узяв участь у війні Франції з Четвертою коаліцією. Тут лише з однією кіннотою він розбив пруську армію під Єною та захопив місто Штеттін. Перебуваючи у Польщі, він намагався вмовити Наполеона зробити його Польським королем, проте марно. У 1808 році Мюрат допоміг брату Наполеона — Жозефу, який став королем Іспанії. Того ж року Наполеон I передав корону Неаполя Мюрату. Той спрямовував генерала Ламарка для захоплення о. Капрі.

### Король Неаполітанського королівства

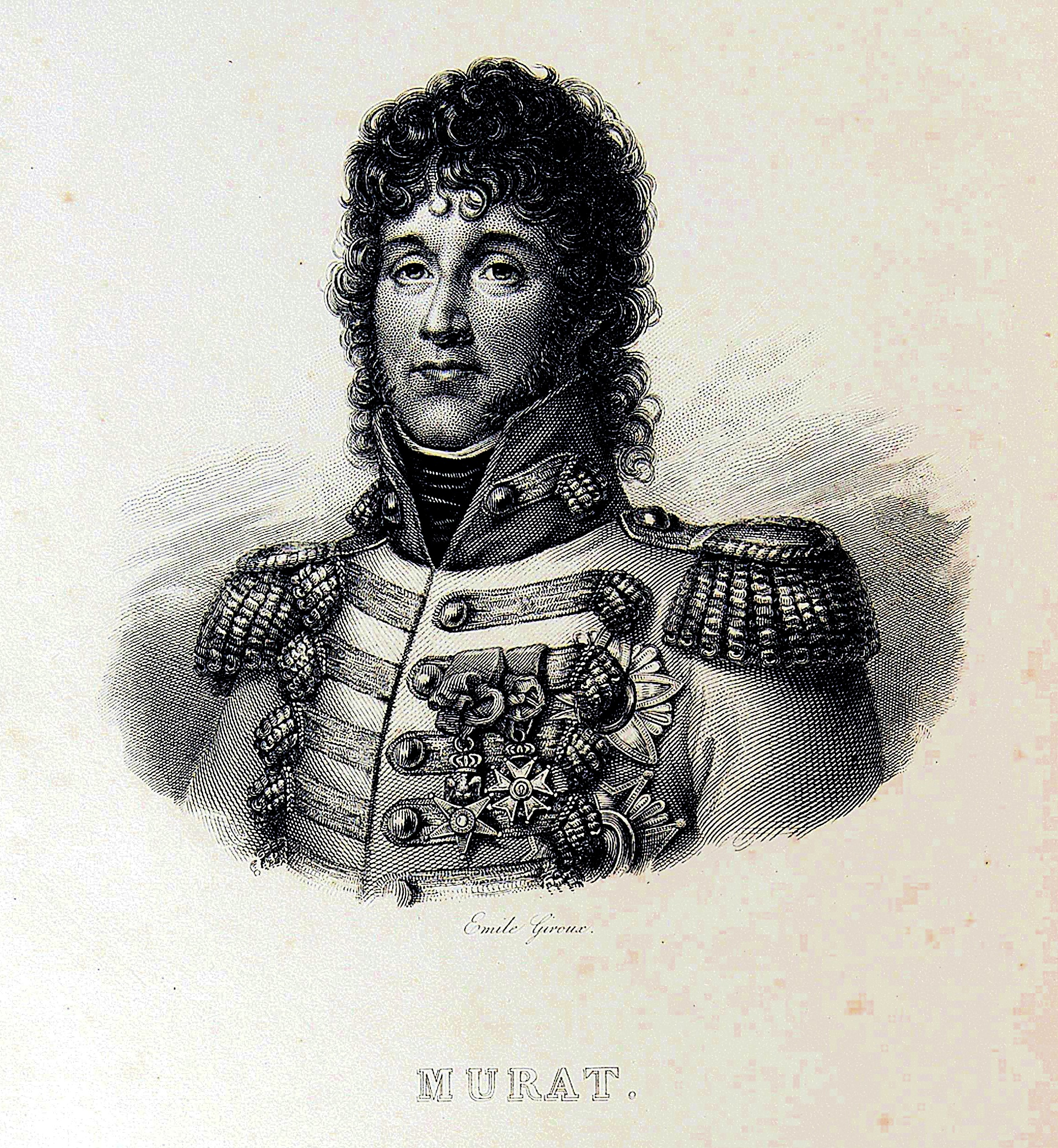
Mюрат. Гравюра Еміля Жиру з «Історії Наполеона» Жака Марке де Монбретон де Норвена. 1839

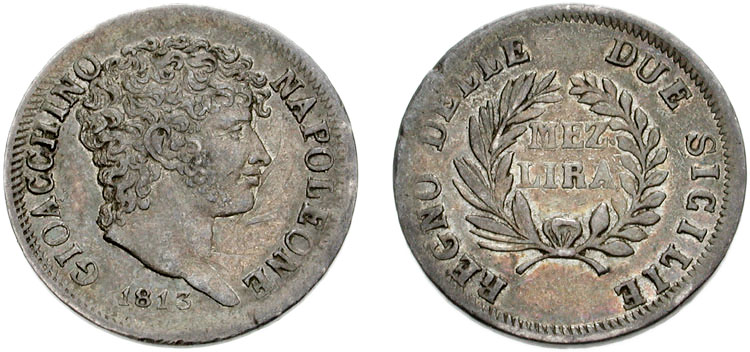
Неаполітанська ліра, 1813

Ставши королем цього королівства, Мюрат прийняв ім'я Йоахім-Наполеон. Тут він зміг здобути прихильність місцевого населення. Мюрат будував плани щодо об'єднання усіх італійських земель, але Наполеон його не підтримав. У 1812 році Мюрат узяв участь у поході проти Російської імперії, керуючи резервною кіннотою. При цьому Мюрат не підтримував цю війну. У Смоленську він просив Наполеона зупинити військовий похід та повернутися до Франції. Під час битви при Бородіно Мюрат став одним з героїв дня. Успіхом в цій битві французи мають завдячувати саме йому. Але у битві при Тарутино Мюрат зазнав поразки. Після цього він разом з Наполеоном відступав з Росії. Після переправи через ріку Березину Наполеон передав керування армією Мюрату. На чолі залишків наполеонівської армії Мюрат дійшов до Познані у Польщі, де передав війська віце-королю Італії Євгену Богарне та повернувся до Неаполя. У 1813 році він узяв участь у Битві під Лейпцигом, після якої зрозумів, що час Наполеона минув.
У січні 1814 року Мюрат уклав угоду з Австрійською імперією, щоб зберегти неаполітанську корону. Мюрат направив свої війська проти французької армії, яка діяла у Північній Італії. Проте на Віденському конгресі було вирішено повернути неаполітанську корону династії Габсбургів. Тоді Наполеон Бонапарт повернувся з о. Ельба до Франції. Мюрат розпочав військові дії проти Австрійської імперії. Вирішальна битва відбулася 2-3 травня 1815 року при Толентіно, де армія Мюрата була розбита. Той втік спочатку до Франції, а потім до Корсики. Тут він отримав від кардинала Боргезе листа, де повідомлялося, що народ Неаполя чекає Мюрата й готовий підтримати його (вересень 1815 року). Це була пастка. У жовтні 1815 року з невеликим загоном Мюрат висадився в Калабрії, де був схоплений австрійськими солдатами. Відбувся військово-польовий суд, який засудив колишнього неаполітанського короля до розстрілу.
13 жовтня 1815 страчений. Він особисто керував розстрільною командою.

## Родина
Дружина — Кароліна Бонапарт (1782—1839)
Діти:
- Ашиль (1801—1847)
- Марія Летиція (1802—1859)
- Люсьєн (1803—1878)
- Луїза (1805—1889)

## Цікаві факти
Рідне місто Мюрата — Бастид-Фронтоньєр — було перейменовано на Лабастід-Мюрат, а італійці встановили пам'ятник Мюрату поряд з пам'ятником королю-об'єднувачу Віктору-Емануїлу II.